# Hans Hoppe (Superintendent)
Hans Hoppe (* 17. Juli 1887 in Hamburg; † 15. Januar 1959 in Celle) war ein deutscher evangelischer Theologe.

## Leben
Hans Hoppe war ein Sohn des Wissenschaftlers Edmund Hoppe. Nach dem Studium der Theologie wurde er am 27. April 1913 in der Hildesheimer Michaeliskirche ordiniert und dort als Pfarrkollaborator eingeführt. Seine erste Pfarrstelle trat er 1915 in Elstorf an. 1918 wurde er Pastor an der Pauluskirche in Harburg, 1922 an der Erlöserkirche in Freiburg im Breisgau. Von 1927 bis 1931 war er Pastor in Ebstorf, von 1931 bis 1955 Erster Pastor an der Stadtkirche St. Marien und Superintendent in Celle. Unter seiner Leitung gab die Pfarrerschaft des Kirchenkreises Celle-Bedenbostel am 20. April 1934 in Anwesenheit von Landesbischof Marahrens und hochrangiger Vertreter des Landeskirchenamts mehrheitlich eine Erklärung ab, in der die von den Deutschen Christen dominierte Kirchenregierung der hannoverschen Landeskirche und das dort geltend gemachte Führerprinzip scharf angegriffen wurde. Kurz darauf schloss sich Hoppe der Bekenntnisgemeinschaft an. In einem Statement zum Stuttgarter Schuldbekenntnis merkte er nach dem Zweiten Weltkrieg an, dass es verhängnisvoll sei, wenn Vertreter der Kirche aus politischen Rücksichten Erklärungen religiösen Inhalts abgeben. Hoppe gehörte der  Hermannsburger evangelisch-lutherischen Konferenz an, einem Zusammenschluss bekenntnistreuer Pastoren, die sich gegen einen Beitritt der Hannoverschen Landeskirche zur EKD aussprachen, weil sie darin eine illegitime Union sahen.
In der Zeit des Nationalsozialismus tat er sich durch die Hilfeleistung für jüdische Mitmenschen hervor.
Am 1. September 1955 trat Hoppe in den Ruhestand.
Sein Sohn ist der Landgerichtspräsident Heinrich Hoppe.